# Associazione Calcio Marzotto 1964-1965
Questa pagina raccoglie le informazioni riguardanti l'Associazione Calcio Marzotto nelle competizioni ufficiali della stagione 1964-1965.

## Rosa
| N. |                   | Ruolo | Calciatore               |
| -- | ----------------- | ----- | ------------------------ |
|    | Italia (bandiera) | C     | Giuseppe Bianco          |
|    | Italia (bandiera) | C     | Giorgio Biasiolo         |
|    | Italia (bandiera) | A     | Giorgio Carli            |
|    | Italia (bandiera) | P     | Giorgio De Rossi         |
|    | Italia (bandiera) | C     | Luigi Donadello          |
|    | Italia (bandiera) | D     | Edoardo Ferrari          |
|    | Italia (bandiera) | A     | Livio Ferraro            |
|    | Italia (bandiera) | D     | Giovanni Guderzo         |
|    | Italia (bandiera) |       | Guiotto                  |
|    | Italia (bandiera) | D     | Paolo Luise              |
|    | Italia (bandiera) | D     | Gian Battista Magaraggia |

| N. |                   | Ruolo | Calciatore         |
| -- | ----------------- | ----- | ------------------ |
|    | Italia (bandiera) | C     | Pierluigi Magri    |
|    | Italia (bandiera) | A     | Maurizio Masiero   |
|    | Italia (bandiera) | C     | Ferruccio Mazzola  |
|    | Italia (bandiera) | A     | Gianni Perli       |
|    | Italia (bandiera) | C     | Attilio Porra      |
|    | Italia (bandiera) |       | Sabadin            |
|    | Italia (bandiera) | C     | Francesco Salvador |
|    | Italia (bandiera) | C     | Edoardo Zaggia     |
|    | Italia (bandiera) | A     | Gianluca Zamboni   |
|    | Italia (bandiera) |       | Zangirolami        |